# Analogia cu membrana
Analogia cu membrana [elastică] este o metodă de a simula comportarea unei bare la torsiune, publicată pentru prima dată în 1903 de pionierul în aerodinamică Ludwig Prandtl. Ea descrie distribuția tensiunilor dintr-o bară supusă unui moment de răsucire. Se folosește pentru secțiunile barelor la care constanta de torsiune nu a putut fi stabilită pe cale analitică, de exemplu bare care nu sunt rotunde, pătrate etc. Metoda se bazează pe faptul că ecuația cu derivate parțiale care descrie tensiunile tangențiale într-o bară supusă torsiunii are aceeași formă ca și ecuația care descrie forma unei membrane asupra căreia acționează o diferență de presiune. Prin urmare, pentru a obține distribuția tensiunilor din secțiunea barei, tot ce este de făcut este să se decupeze forma secțiunii transversale respective într-o suprafață plană rigidă, să se întindă acolo o peliculă de săpun și să se aplice o mică presiune pe membrană. În orice zonă a secțiunii, panta filmului de săpun este direct proporțională cu tensiunea din bară în punctul respectiv.

## Aplicații pe secțiuni transversale cu pereți subțiri deschise
Deoarece analogia cu membrana permite ca distribuția tensiunii pe orice secțiune transversală să fie determinată experimental, ea permite inclusiv determinarea distribuției tensiunilor pe secțiuni transversale cu pereți subțiri deschise, prin aceeași abordare teoretică care descrie comportamentul secțiunilor dreptunghiulare. Folosind analogia membranei, orice secțiune transversală cu pereți subțiri poate fi „îndreptată” într-un dreptunghi fără a afecta distribuția tensiunilor determinate de torsiune. Prin urmare, tensiunea tangențială maximă apare în punctului de mijloc de la marginea secțiunii transversale îndreptate și este egală cu {\displaystyle 3M_{t}/bt^{2}}, unde Mt este momentul aplicat, b este dimensiunea mare (lungimea secțiunii transversale îndreptate), iar t este dimensiunea mică (grosimea peretelui secțiunii transversale).

## Alte aplicații
Analogia cu membrana se poate folosi în toate cazurile în care fenomenele sunt descrise de ecuații cu derivate parțiale identice cu cea care descrie forma membranei. Metoda a fost folosită pe scară largă în domeniul proiectării tuburilor electronice („lămpilor”) din anii 1930 până în anii 1960 pentru a modela traiectoria electronilor. Modelul era construit prin întinderea uniformă a unei membrane subțiri de cauciuc peste un cadru și deformarea ei în sus cu modele de electrozi, împinși în membrană pe dedesubt. Întregul ansamblu era înclinat, iar pe membrană se rostogoleau bile de oțel, ca analogi ai electronilor. Se observau traiectoriile bilelor. Suprafața curbată a membranei care înconjoară „electrozii” simula intensitatea câmpului de potențial electric care determina mișcarea „electronilor”.